# Kurt Geffers
Kurt Richard Walter Geffers (* 19. Mai 1908 in Berlin; † 15. Oktober 1967 in Zossen) war ein deutscher Gebrauchsgrafiker.

## Leben und Werk
Geffers studierte bis 1923 Grafik an einer der Vorgängerschulen der heutigen Universität der Künste Berlin und arbeitete danach in Berlin als Werbegrafiker. Insbesondere entwarf er Filmplakate für deutsche und internationale Verleihfirmen. Er machte aber auch Entwürfe für andere kommerzielle Werbezwecke und Buchillustrationen.
Geffers war Mitglied des Bunds deutscher Gebrauchsgrafiker und damit in der Zeit des Nationalsozialismus obligatorisch der Reichskammer der bildenden Künste.
Nach 1945 war Geffers in der Sowjetischen Besatzungszone bzw. der DDR tätig, wo er am Aufbau der Filmwerbung beteiligt war. In den ersten Jahren arbeitete er auch noch für westdeutsche Filmverleihe. Geffers war in der DDR einer der produktivsten Gestalter von Filmplakaten. Allein von 1946 bis 1964 schuf er 304 Filmplakate.
Seine Plakatsprache „konnte auch fließend von der Ufa-Zeit über die von Sovexport geprägte Phase zu den Anfängen von Progress übergehen, da der Anspruch und die künstlerische Sprache weiterhin sehr von der naturalistischen szenischen Darstellung bestimmt waren. Der Star. . . stand im Mittelpunkt . . .“ Die meisten seiner Arbeiten sind stilistisch der Tradition der 1920er bis 1940er Jahre verhaftet. Geffers „gilt als Vertreter des szenisch-illustrativen Filmplakates, bei dem oft auf eine bestimmte Szene des beworbenen Filmes Bezug genommen wird. Häufig werden diese Szenen auch mit Köpfen der Hauptdarsteller kombiniert.“ Geffers schuf in der DDR auch einige politische Plakate.

## Buchillustrationen (unvollständig)
- Horst Millauer: Mit Vollgas durch Wüste und Busch. Preußen-Verlag, Berlin, 1932
- Wolfgang Polte: Unser Haushalt. Verlag für die Frau, Leipzig, 1967

## Ausstellungsbeteiligungen
- 1936: Berlin, Haus der Kunst („Deutsche Werbegrafik“)

- 1979: Berlin, Altes Museum („Weggefährden – Zeitgenossen. Bildende Kunst aus 3 Jahrzehnten “)
- 1984: Berlin, Altes Museum (“Alltag und Epoche”)